# Another Me
Another Me è un film del 2013 diretto da Isabel Coixet.
Pellicola prodotta dalla Spagna e dal Regno Unito basata sul romanzo omonimo di Catherine MacPhail, sceneggiata dalla stessa regista. In Spagna è stata intitolata Mi otro yo.

## Trama
Fay è un'adolescente che ha spesso degli incubi: vede se stessa venire picchiata da delle persone incappucciate. Ma la cosa che la turba di più è che l'altra sé sorride. Un'ombra, che sembra seguire Fay dappertutto, parla alla ragazza nonostante non possa sentirla e le ricorda la sua vita perfetta, quand'era una quindicenne e suo padre Don e sua madre Ann si amavano ancora. Si concentra su un ricordo in particolare: quando la adolescenza è stata distrutta. Quel giorno suo padre ebbe un attacco cardiaco e gli venne diagnosticata una malattia (sclerosi multipla), che ridimensiona la durata della sua vita. Infine, l'ombra dice di prendere il posto di Fay e che nessuno se ne accorgerà.
Fay si dirige a scuola, dove, al corso di teatro, l'affascinante insegnante di recitazione John le assegna il ruolo di protagonista della recita teatrale causando la gelosia di Monica, una ragazza che aspirava allo stesso ruolo. Finite le lezioni Monica avvicina Fay, dicendole che John l'ha presa come protagonista soltanto perché prova pietà per lei. Fay decide di ignorare la ragazza, ma le diviene impossibile ignorare tutti quei rumori provenienti da chissà dove e soprattutto una ragazza che si “spaccia per lei”, o almeno che tutti confondono per lei.
La signora Brannon dice alla ragazza di averla vista più volte, ma Fay nega. Successivamente trova una scritta sotto il sottopassaggio che recita “Io sono qui”. Ann tradisce il marito con un altro uomo, che si scopre essere proprio John. Scoperta la verità, Fay parla con la madre e la obbliga a lasciare il professore. Intanto, ossessionata da quest'ombra, la ragazza si taglia i capelli, ma questo non serve a niente. Credendo che la causa dei suoi tormenti fosse Monica, Fay l'aggredisce e poi si causa un taglio sulla mano per far sì che gli altri possano distinguerla dalla sua sosia. Ann rivela alla figlia che ha avuto una gemella, che è morta per alcune complicazioni con la sua gravidanza.
Ann, dopo un peggioramento della salute di Don, decide di continuare la relazione con John. La gemella di Fay, Layla, che appare sempre più spesso in maniera quasi materiale e con una violenza spaventosa, causa un incidente d'auto che porta John in ospedale e causa alla madre di Fay ferite minori. L'odio di Layla aumenta a dismisura anche quando Fay fa l'amore con Drew, un suo compagno di teatro. La ragazza diventa sempre più forte, fin a quando sostituirà Fay nella vita reale. Cosciente di questo, Fay si confida col padre, che le rivela di vedere spesso il fantasma della figlia morta. Don, infine, ammonisce la figlia di non guardare mai Layla negli occhi.
Fay si dirige al sottopassaggio, dove sua madre ha cominciato a sanguinare quand'era incinta. Lì incontra il fantasma di Layla. Successivamente Fay ritorna a casa, dove scopre che Don è morto. Tempo dopo, Ann si congratula con Fay, ma si tratta in realtà di Layla, la quale ha preso il posto della sorella confinandola per sempre nel mondo degli specchi, e vivendo la vita che ha sempre desiderato.

## Distribuzione
Presentato in anteprima al Festival internazionale del film di Roma 2013.